# Osthimosia magna
Osthimosia magna är en mossdjursart som beskrevs av Moyano 1974. Osthimosia magna ingår i släktet Osthimosia och familjen Celleporidae. Inga underarter finns listade i Catalogue of Life.